# Премія YUNA найкращому попгурту
«YUNA» — щорічна українська щорічна національна професійна музична премія, заснована у 2011 році. Премія найкращому рок-гурту вручається з п'ятої церемонії вручення, на якій вшановувалися досягнення у музиці за 2015 рік. До цього існувала нагорода Найкращий гурт. Рекордсменом за кількістю нагород (та станом на 7 церемонію, єдиним переможцем) у цій номінації є гурт Время и Стекло, який здобув три перемоги.

## Номінанти та переможці (2016—2022)

### 2016
- «Время и Стекло»[1]
  - «Mozgi»
  - «Quest Pistols Show»
  - «Клей Угрюмого»
  - «Потап и Настя»

### 2017
- «Время и Стекло»[2]
  - «DZIDZIO»
  - «Mozgi»
  - «ONUKA»
  - «Потап и Настя»

### 2018
- «Время и Стекло»[3]
  - «DZIDZIO»
  - «Mozgi»
  - «KADNAY»
  - «Грибы»

### 2019
- «Время и Стекло»
  - «KAZKA»
  - «Mozgi»
  - «KADNAY»
  - «Onuka»

### 2020
- «Время и Стекло»
  - «Dilemma»
  - «Kadnay»
  - «Kazka»
  - «Mozgi»